# Wencke Dock

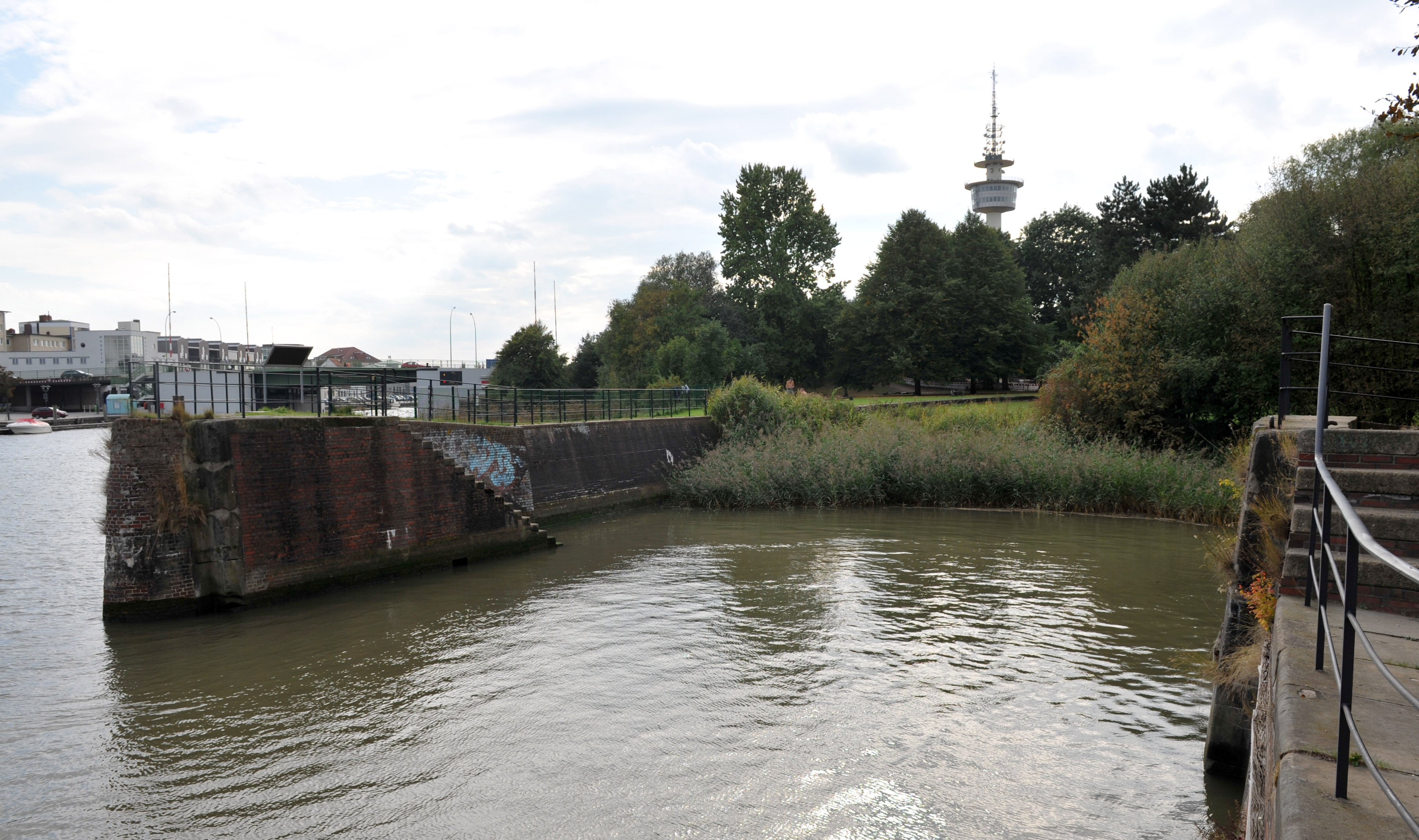
Wencke Dock

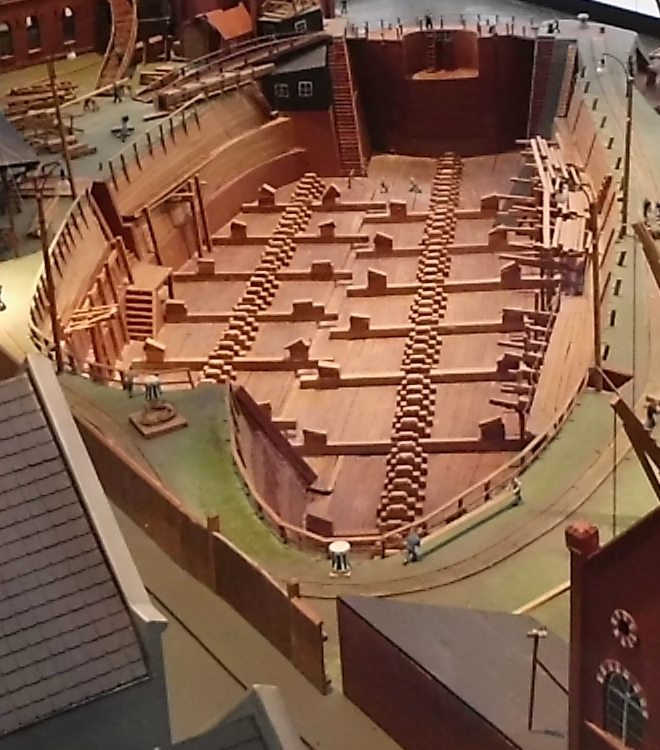
Doppeldock im Modell im Historischen Museum Bremerhaven

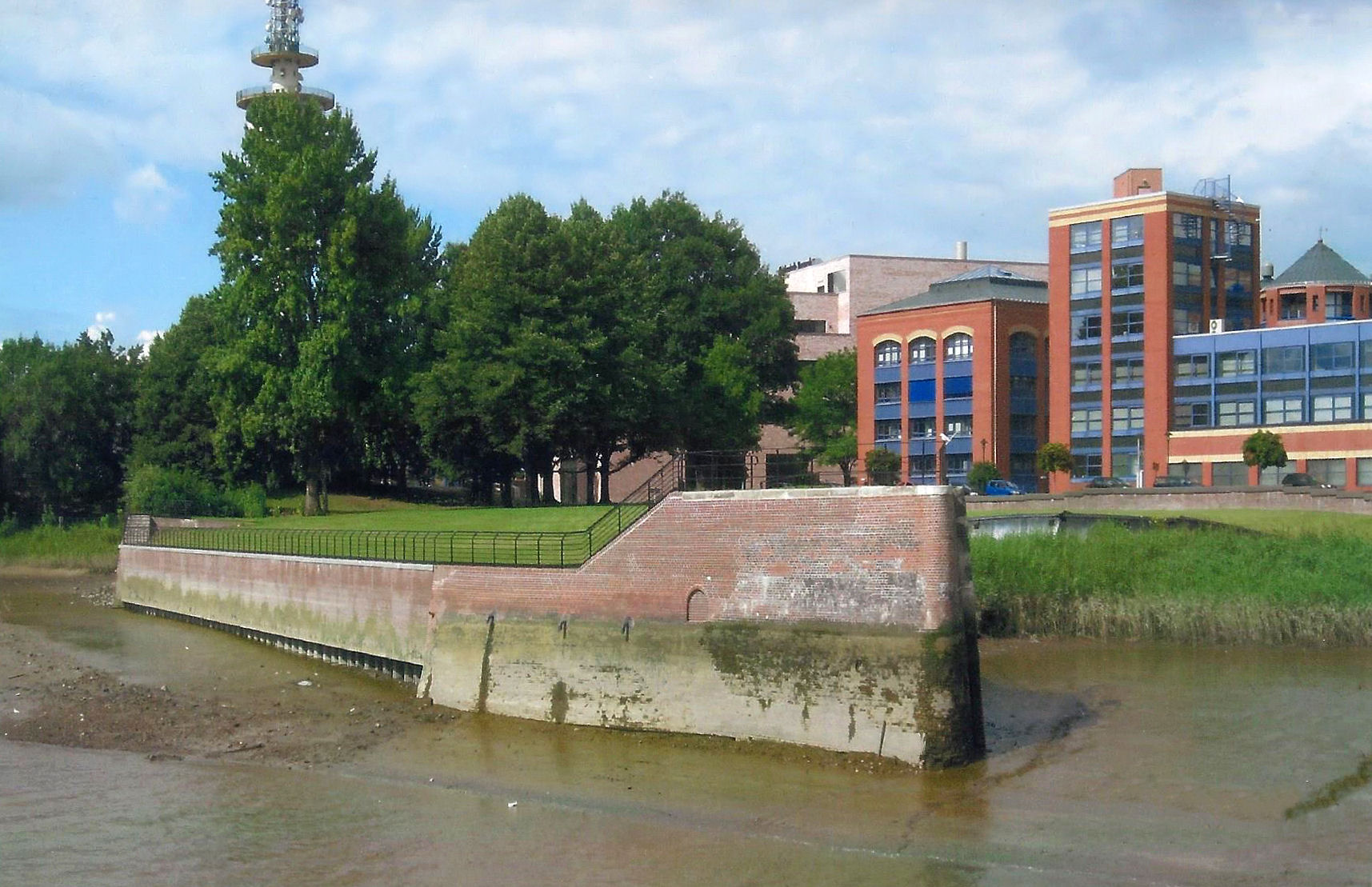
Wencke-Dock an der Geeste

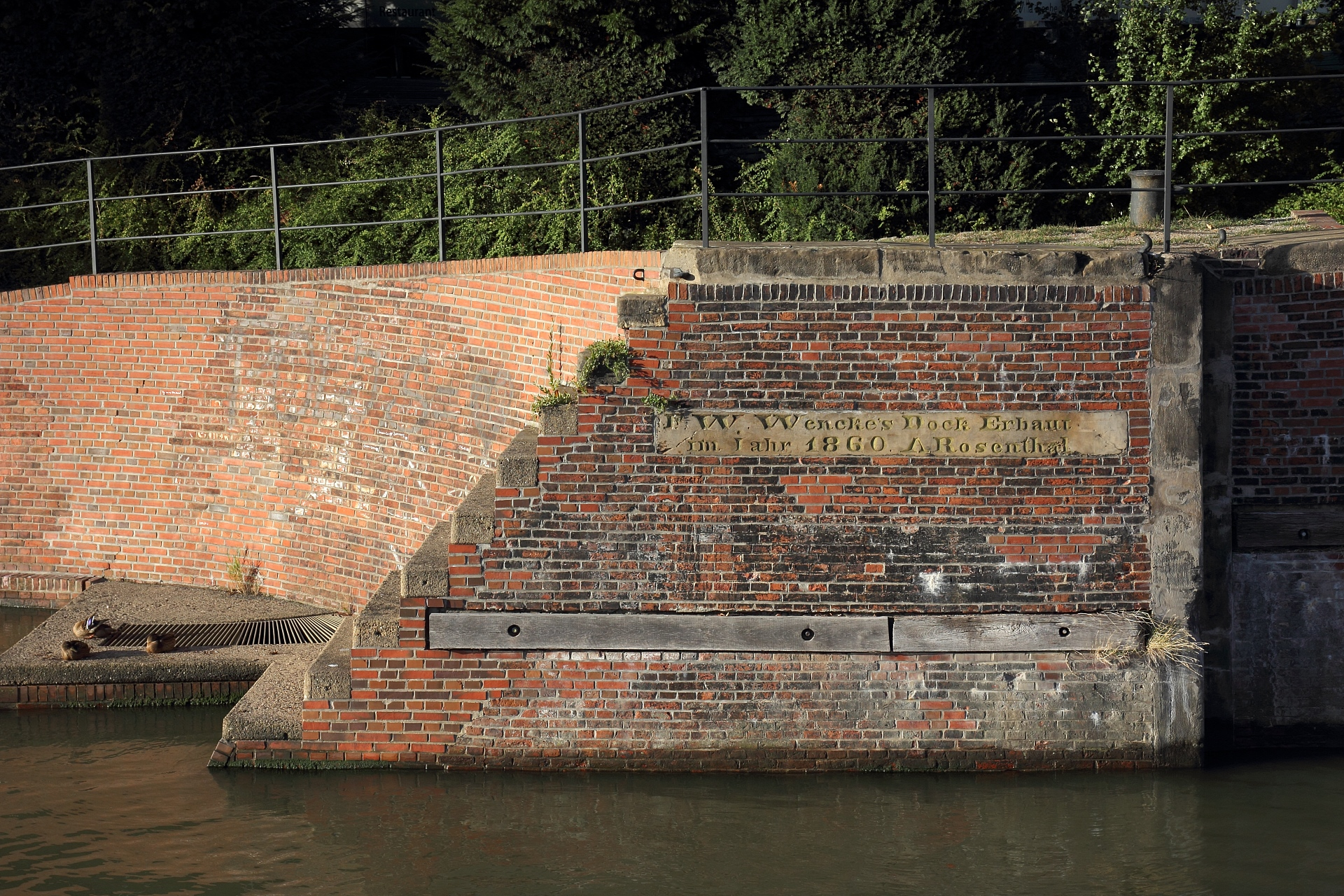
Inschrift am Wencke Dock

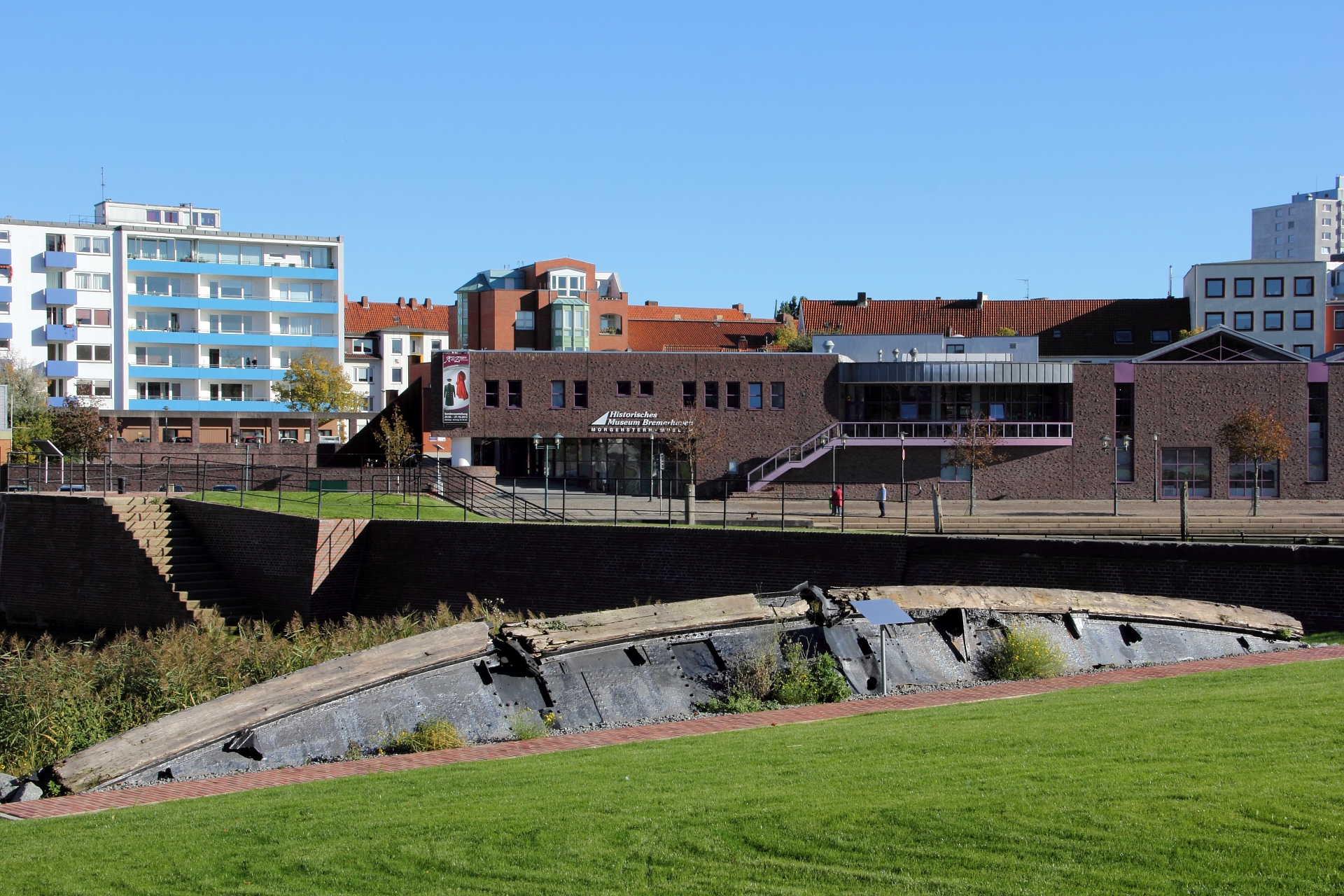
Verschlussponton des Wencke Dock

Das Wencke Dock in Bremerhaven-Mitte, Deichstraße, entstand um 1860.
Das Trockendock steht seit 1978 unter Bremer Denkmalschutz.

## Geschichte
Im 1827 gegründeten Bremerhaven, heute Stadtteil Mitte, war 1833 die Werft F. W. Wencke des Schiffszimmerbaas (Niederdeutsch für Meister, Chef) Friedrich Wilhelm Wencke die erste Gründung eines Schiffbaubetriebes. An der Mündung der Geeste wurde am rechten Ufer die Helling 1845/46 durch ein Dock ergänzt; es war nach der benachbarten Werft von Johann Lange das zweite Dock in Bremerhaven. Das hölzerne Doppeltrockendock wurde 1860 in ein aus Ziegelsteinen und Muschelkalk errichtetes größeres Trockendock umgewandelt, mit einer Länge von 81 Metern bzw. 58 Metern und einer Einfahrtsbreite von 15 Metern. Die nach englischen Vorbildern konstruierte Anlage war in Deutschland neu. Sie ließ unabhängig von der Tide Reparaturen von Schiffen im Unterwasserbereich zu. Das Dock wurde mit einem Verschlussponton verschlossen.
1900 wurde die Wencke-Werft an Georg Seebeck verkauft. Das Dock wurde noch bis 1945 genutzt und danach mit Trümmerschutt gefüllt. Erste Restaurierungen 1977 bis 1979 brachten die Umrisse des Docks wieder zum Vorschein. 2011 und 2012 erfolgten eine teilweise Freilegung und weitere Restaurierungen der Dockmauern sowie eine Herrichtung des Umfeldes. Teile des Verschlusspontons ragen aus dem Boden.